# Zaidal
Zaidal (tiếng Ả Rập: زيدل, cũng đánh vần Zaydal) là một thị trấn thuộc tỉnh Homs của miền trung Syria, ngay phía đông của Homs, tạo thành một phần của vùng ngoại ô. Các địa phương gần đó bao gồm Fairouzeh ở phía nam và các khu phố Homs của Karm al-Zaitun, al-Sabil và al-Zahra ở phía tây. Theo Cục Thống kê Trung ương (CBS), Zaidal có dân số 5.710 vào năm 2004. Thị trấn có một cộng đồng Kitô giáo rộng lớn.

## Những người đáng chú ý
- Rosemary Barkett (1939-): thẩm phán người Mỹ và cựu nữ tu, có cha mẹ là người gốc Zeidal.
- Ramón Exeni (1938-): Người phycisian người Argentina được công nhận, có cha là người gốc Zeidal.